# Municipio de San Lucas Tecopilco
El municipio de San Lucas Tecopilco es uno de los 60 municipios que conforman el estado de Tlaxcala dentro de los Estados Unidos Mexicanos. Su cabecera es la localidad de San Lucas Tecopilco. El municipio fue de los últimos en fundarse en el estado de Tlaxcala a partir del año 1995. Las actividades del municipio son eminentemente agrícolas y cuenta con algunos pequeños talleres familiares de costura y elaboración de calzado, su feria patronal se celebra cada 18 de octubre.

## Véase también

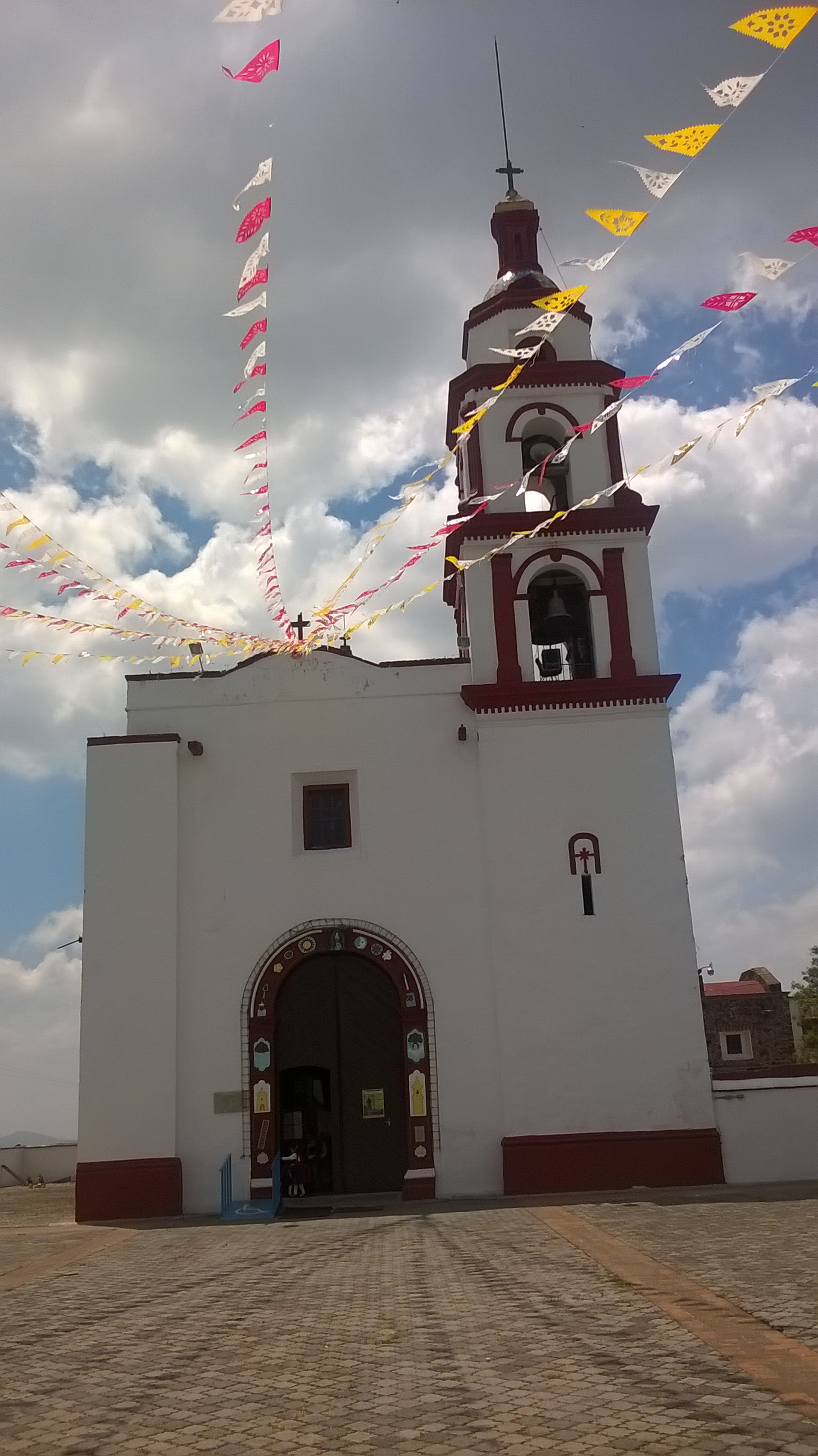
Parroquia de San Lucas

## Límites municipales
- Al Norte Muñoz de Domingo Arenas
- Al Sur Xaltocan
- Al Este Muñoz de Domingo Arenas
- Al Oeste Hueyotlipan